# Киплагат, Уильям
Уильям Киплагат — кенийский марафонец.
На международной арене впервые заявил о себе в 1999 году, когда занял третье место на Амстердамском марафоне с результатом 2:06.50. Принял участие на чемпионате мира 2005 года, но не смог финишировать. На чемпионате мира 2007 года закончил марафонскую дистанцию на 8-м месте. За всю спортивную карьеру выиграл 2 престижных марафона: Роттердамский марафон в 2003 году — 2:07.42, Сеульский марафон JoongAng в 2005 году — 2:08.27.
Является родным дядей кенийской бегуньи Флоренс Киплагат.

## Достижения
- 3-е место на Берлинском марафоне 2001 года — 2:09.55
- 3-е место на Амстердамском марафоне 2003 года — 2:07.50
- 2-е место на марафоне озера Бива 2007 года — 2:10.47
- 3-е место на Франкфуртском марафоне 2009 года — 2:07.05